# بخش سایبروک (شهرستان اشتابولا، اوهایو)
بخش سایبروک (به انگلیسی: Saybrook Township) یک منطقهٔ مسکونی در ایالات متحده آمریکا است که در شهرستان آشتابولا، اوهایو واقع شده‌است.
 بخش سایبروک ۸۲٫۵ کیلومتر مربع مساحت و ۹٬۸۵۳ نفر جمعیت دارد و ۱۹۲ متر بالاتر از سطح دریا واقع شده‌است.